# Christoph Herzog (Turkologe)
Christoph Herzog (* 1961) ist ein deutscher Turkologe.

## Leben
Er erwarb 1988 den Magister Artium an der Albert-Ludwigs-Universität Freiburg. Nach der Promotion 1995 (Dr. phil.) in Islamwissenschaft in Freiburg im Breisgau und der Habilitation 2005 an der Philosophischen Fakultät der Universität Heidelberg (venia legendi für Islamwissenschaft) ist er seit 2008 Inhaber des Lehrstuhls für Turkologie an der Otto-Friedrich-Universität Bamberg.

## Schriften (Auswahl)
- Geschichte und Ideologie: Mehmed Murad and Celal Nuri über die historischen Ursachen des osmanischen Niedergangs. Berlin 1996, ISBN 3-87997-251-6.
- Osmanische Herrschaft und Modernisierung im Irak. Die Provinz Bagdad, 1817–1917. Bamberg 2012, ISBN 978-3-86309-104-0.
- mit Johannes Zimmermann und Raoul Motika (Hgg.): Osmanische Welten: Quellen und Fallstudien. Festschrift für Michael Ursinus. Bamberg 2016, ISBN 978-3-86309-413-3.
- mit Richard Wittmann (Hgg.): İstanbul – Kushta – Constantinople. Narratives of identity in the Ottoman capital, 1830–1930. London 2019, ISBN 978-1-138-63131-1.